# Celeste (colore)
Il celeste è un colore più chiaro dell'azzurro. Come indica il nome, è il colore del cielo sereno. Etimologicamente, deriva dal termine latino caelestis, ossia "del cielo".
Come molto spesso accade con i colori, il termine non è univoco nel linguaggio comune, indicando una gamma di varianti più o meno scure, dal celeste puro in senso stretto, che può convenzionalmente essere considerato il "vero" celeste", a sfumature più dense, simili all'azzurro, comunque associabili ad un cielo sereno, in via generale più facilmente osservabili; una gradazione di questo tipo denominata celeste, anch'essa convenzionale, contiene 100% di blu con codice esadecimale #99CBFF e, con tonalità affini, è associata al colore del cielo. Il celeste, comunemente inteso, pur senza una gradazione specifica, appartiene al blu ed è sempre la tonalità più chiara della triade classica composta da blu, azzurro e celeste con le sue sfumature molto delicate, tenui, pallide; il celeste puro, invece, appartenendo al ciano, è una gradazione completamente differente.
Il celeste puro (RGB 178,255,255; HEX #B2FFFF) è una gradazione chiara del ciano, uno dei tre colori primari sottrattivi secondo il sistema CMYK, ed è associato ai colori freddi. Il colore più vicino al celeste puro ha codice esadecimale #99FFFF.
Il celeste puro è noto in inglese anche come Italian Sky Blue ("blu cielo italiano") e come Bianchi Green, ("verde Bianchi"), dal nome della rinomata azienda di bici italiana Bianchi, che si sarebbe ispirata proprio al colore del cielo sereno per l'ideazione delle proprie bici dal colore caratteristico.

## In natura
Essendo molto luminoso, prossimo al bianco, (RGB 178,255,255; HEX #B2FFFF) il celeste puro rappresenta la gradazione del cielo ideale, sereno e terso, con luminosità solare e limpidezza ottimali. Il celeste puro e varianti affini possono essere generalmente osservate in natura nel cielo durante le giornate pressoché perfettamente serene, limpide e soleggiate (cielo totalmente sereno senza o con pochissime nubi bianche, quantità ottimale di umidità, bassa/moderata quantità di inquinamento, aerosol/particolato atmosferico con indice di qualità dell'aria, l'AQI, buono o moderato, assenza di nebbia, smog, foschia e caligine) in direzione del sole, perpendicolarmente rispetto alla stella, verso l'orizzonte (ove si esibiscono con più evidenza le sfumature del ciano tra la luce dorata dei raggi solari e il bianco dell'orizzonte) o in tutta la regione tra l'astro e l'orizzonte medesimo quando l'emisfero è inclinato verso il sole, sia al mattino che al pomeriggio, quando il sole è alto, con una certa prossimità al mezzogiorno solare o vero; in questo modo la posizione dell'astro rispetto all'osservatore, al contempo con le condizioni meteorologiche ottime, permette un'ottimale diffusione della radiazione luminosa del sole (emessa in tutto lo spettro elettromagnetico) con elevata incidenza della luce solare, e impedisce simultaneamente tanto i colori caldi dell'alba e del tramonto quanto la diffusione prevalente di luce blu quando il sole è alla massima elevazione (mezzogiorno solare o astronomico) nel periodo dell'anno (#99CBFF e affini). La presenza, con condizioni atmosferiche ideali, di gradazioni del celeste puro nel cielo, può essere un mezzo informale per evincerne una limpidezza ottimale e, sebbene emotivamente sia associato ai colori freddi, dal punto di vista meteorologico lo può essere al bel tempo, all'alta stagione e al relax. Ciò trova corrispondenza nel modello della temperatura di colore, secondo cui il cielo, al mezzogiorno vero, in condizioni di limpidezza, è illuminato di azzurro chiaro, un tipo di "celeste" in senso improprio, mentre nelle ore intermedie, specie col sole molto alto, tende al celeste e alle sue varianti; i colori più freddi, contro intuitivamente, si manifestano con temperature più elevate.
Generalmente, nella regione compresa tra il sole e l'orizzonte, sia nella parte inferiore dell'astro che perpendicolarmente, lontano dal disco solare stesso (dove prevalgono il giallo e il bianco) e ammesso un cielo nitido con il sole che splende alto, sono visibili gradazioni di azzurro chiaro con tonalità di verde e soprattutto blu (che si diffonde più efficientemente nel cielo), oppure, col sole molto alto, sfumature tra il celeste pallido e il polvere, mentre all'orizzonte in direzione del sole, ove la luce è massima, le sfumature del ciano, che contiene i massimi valori di luce verde (255) e blu (255) secondo il sistema RGB e a cui appartiene il celeste puro, sono molto chiare, mostrando in particolare il celeste polvere, molto tenue; ma nelle parti dell'anno in cui l'elevazione solare è maggiore a causa dell'inclinazione di un emisfero verso il sole, soprattutto in estate, con la massimizzazione delle ore di luce e dell'irraggiamento solare, di concerto con le maggiori probabilità di cielo limpido e sereno, il celeste puro e gradazioni vicine possono essere ampiamente visibili allo stesso modo in tutta la regione tra il disco solare stesso e l'orizzonte in quanto, con l'ottimizzazione della luce solare, si esibiscono più facilmente le tonalità del ciano, che contiene i massimi valori di blu e verde (RGB 0,255,255). Infatti, il celeste puro e varianti possono essere viste in ogni stagione, ma è più probabile constatarne più facilmente e ampiamente la presenza nel cielo proprio durante le stagioni calde e in special modo in estate quando, a causa dell'inclinazione dell'emisfero verso il sole si manifestano, simultaneamente, la massima prossimità del sole allo zenit, le maggiori quantità/ore di luce nel corso dell'anno nonché la bassa umidità relativa nell'aria dovuta alle elevate temperature, permettendo generalmente un cielo limpido e terso e l'ottimizzazione della quantità di luce solare che è bianca; il celeste puro, gradazione del ciano, che contiene 100% di luce verde e blu, vi aggiunge alto valore di rosso (69,8%, 178). Orientativamente, nelle stagioni calde è più facile osservare queste tonalità di cielo perfettamente limpido e sereno durante le ore intermedie (col sole alto) del mattino e del pomeriggio in tutta la regione tra sole e orizzonte, specialmente all'orizzonte, ove, col massimo splendore, appaiono più evidenti le sfumature del ciano; in particolare, al mattino in tutta la regione tra sole e orizzonte mentre il sole comincia a divenire alto finché, in prossimità del mezzogiorno solare, non sarà visibile che solo all'orizzonte, nel meriggio, al contrario, (quando il sole è alto ma comincia a calare), si esibisce in tutta la regione tra sole e orizzonte, ove si confonde progressivamente, nel massimo fulgore, alle gradazioni calde/dorate del tramonto finché esse non inizieranno a prevalere; verso il tramonto, durante l'ora dorata, esse sono visibili ai lati del sole, sopra i colori caldi dell'orizzonte. Al mezzogiorno vero, invece, il celeste puro non si mostra in quanto il sole è troppo vicino allo zenit ottimizzando la luce blu, se non all'orizzonte in direzione del sole; il cielo primaverile-estivo al mezzogiorno solare è molto luminoso, di un azzurro molto chiaro che può essere denominato "celeste" in senso lato. Tuttavia, benché sia più probabile osservare il celeste puro durante le stagioni col sole più elevato, l'afa estiva tipica, a causa di eccessive ondate di caldo, tende a rendere il cielo di un colore biancastro, lattiginoso, a causa di eccessiva umidità atmosferica con saturazione ed effetto Raylegh eccessivo. Nelle stagioni più fredde, invece, col sole dalla elevazione bassa o approssimativamente intermedia tra orizzonte e zenit al mezzogiorno solare o vero, è più probabile vederlo proprio nelle ore centrali della giornata con la massimizzazione della luce solare, soprattutto verso l'orizzonte, dove le gradazioni del ciano sono più intense, mentre tra il sole e l'orizzonte prevalgono, in genere, gradazioni di "celeste" con prevalenza di blu senza ciano; in generale, il cielo, nelle stagioni fredde, con la bassa elevazione del sole, tende ad essere più scuro, con gradazioni affini all'altro tipo di celeste convenzionale, simile al blu zenitale (#99CBFF), oppure a quel tipico "azzurro cielo" luminoso verso il mezzogiorno in condizioni di limpidezza. Quindi, il celeste puro e le sue varianti appaiono tendenzialmente all'orizzonte perpendicolarmente al sole, ma possono, più raramente e con la massima ottimizzazione della luce solare nell'anno (e con condizioni meteorologiche pressoché ottime), mostrarsi persino in tutta la regione del cielo tra la stella e l'orizzonte stesso, a seconda di diversi fattori. 
In linea generale, al mattino, all'orizzonte opposto rispetto a quello ove si trova il sole (quindi approssimativamente ad ovest), il cielo resta più scuro, con tonalità prevalenti di blu che richiamano l'altro celeste convenzionale (#99CBFF).
Tra le altre gradazioni principali del celeste (complementari al celeste puro), molto chiare, luminose, il celeste polvere (#E6FFFF) si mostra già nel mattino all'orizzonte in direzione del sole, quello pallido (CCFFFF), e velato (CCE6E6), cominciano ad accompagnarlo verso il mezzogiorno all'orizzonte da dove il sole sorge (approssimativamente ad est), a patto, ancora, di avere condizioni piuttosto ottimali, altrimenti la saturazione per via del pulviscolo atmosferico, umidità, foschia o nebbia produce una prevalenza di bianco, ciò che è vero in ogni momento della giornata e specialmente in alcune giornate torride estive dominate dall'afa, fino ai casi più estremi di caligine prodotta da incendi boschivi, finché nel pomeriggio esse non divengono ampiamente visibili ad est, da nord a sud con una prospettiva di vista pari all'incirca ad un angolo piatto, sempre verso l'orizzonte, soprattutto nelle ore dell'ora dorata e del tramonto stesso, quando si mescolano con delle sfumature dapprima arancioni verso la metà del pomeriggio all'incirca, e poi rosa/lilla della cintura di Venere verso il calar del sole; tonalità di celeste/ciano danno spettacolo anche in direzione del sole quando questi è tramontato, mescolandosi con tonalità di azzurro della parte superiore del cielo e con i colori caldi del tramonto, soprattutto in presenza di nubi, come gli altocumuli, che aumentano il contrasto, rendendo possibile apprezzare maggiormente le gradazioni del cielo. Quando il sole è molto alto, tra il sole e l'orizzonte è possibile vedere gradazioni tra il celeste pallido e quello polvere; un cielo prevalentemente soleggiato, con nubi sparse più o meno dense e sole alto, esibisce il celeste polvere. Sfumature di celeste velato e opaco, infine, si mostrano anche in caso di maltempo o di cielo più o meno nuvoloso; quello opaco, in particolare, quando appaiono sprazzi di cielo libero tra le nubi grigie.
Nelle regioni polari (le regioni geografiche racchiuse dai due circoli polari, artico e antartico), ove il sole resta basso durante tutto l'arco dell'anno, raggiungendo l'altezza massima di 46°54' in corrispondenza dei circoli nei solstizi estivi, gradazioni così chiare possono essere difficili da vedere.
Può essere difficile ottenere simultaneamente tutte le condizioni di buona visibilità, quindi di limpidezza, del cielo, e constatare la presenza del "vero" celeste puro (#B2FFFF) e varianti; è più facile notare la presenza di varianti complementari del colore celeste nel pomeriggio, o al mattino in direzione del sole. Queste tonalità, più chiare rispetto al celeste puro, sono visibili all'orizzonte a causa delle maggiori concentrazioni di polveri/pulviscolo che amplificano l'effetto Rayleigh, pur con un cielo con limpidezza apprezzabile. Il cielo, generalmente, in condizioni di tempo discrete, esibisce l'altro celeste convenzionale (invero un azzurro piuttosto denso, con 100% di blu) con codice esadecimale #99CBFF e varianti simili; nell'emisfero celeste visibile, dallo zenit all'orizzonte in direzione del sole, si mostrano progressivamente blu, azzurro e infine celeste chiaro, polvere o pallido, all'orizzonte e vicino al sole.
Questi video su Youtube mostrano cielo perfettamente limpido e soleggiato con celeste puro in direzione del sole durante le ore pomeridiane a Venice Beach, Santa Monica Beach e Acapulco.

## Utilizzo e cultura
Il celeste, in generale, è un colore che, per la sua tenuità e in quanto colore del cielo terso e soleggiato nella forma pura, viene associato ad emozioni quali la quiete e la serenità, a qualità come la creatività, l'equilibrio interiore, e a valori nobili quali lealtà e l'idealismo. Viene anche considerato il colore dei bambini maschi, in netta contrapposizione al rosa. Assieme a tonalità affini, è una delle gradazioni più in uso in qualsiasi ambito come moda, confezionamenti, design degli interni e altri. Può anche essere considerato, quale gradazione di un cielo idealmente terso nella forma pura, come colore della vacanza e del bel tempo, il colore del cielo ideale. Celeste è anche nome proprio di persona di genere neutro, generalmente femminile.
Soprattutto, il celeste, specie quello puro, per il suo chiarore, è tradizionalmente associato alla trascendenza, al misticismo, alla divinità, al cielo, al paradiso, alla purezza. Nella religione cristiana, il manto della Vergine Maria è blu, azzurro e persino celeste in statuette, dipinti e raffigurazioni; spesso è celeste lo sfondo che attornia il viso di Maria. Anche in altre culture esso è genericamente associato alla positività e al divino. Nella cultura cinese è simbolo di longevità e immortalità, o di protezione, custodia, guarigione dal male in alcune culture africane. Spesso utilizzato nei rituali religiosi e cerimonie importanti. In India il celeste è spesso utilizzato nei matrimoni come simbolo di purezza e benedizione. Nella cultura giapponese, il celeste è associato alla tradizione e all’armonia, ed è ampiamente utilizzato nelle decorazioni e negli abiti tradizionali. Inoltre, è spesso associato al concetto di pace e serenità in molte culture, come in molte tradizioni indigene delle Americhe, ove rappresenta l'equilibrio con la natura, o nella cultura tibetana, ove simboleggia compassione e saggezza.
Il celeste è presente in alcune bandiere nazionali, come quelle dell'Argentina, del Kazakistan, di Palau.

## Gradazioni di celeste
Le seguenti varianti in tabella del celeste sono ricavate dal testo di riferimento del colore già menzionato nell'infobox in alto a destra, ovvero Il dizionario dei colori: nomi e valori in quadricromia, di S.Fantetti e C.Petracchi, Zanichelli, gennaio 2001.
| colore | nome                                           | C   | M   | Y   | K   | R   | G   | B   | HEX    |
| ------ | ---------------------------------------------- | --- | --- | --- | --- | --- | --- | --- | ------ |
|        | celeste puro (italian sky blue, bianchi green) | 030 | 000 | 000 | 000 | 178 | 255 | 255 | B2FFFF |
|        | celeste polvere                                | 010 | 000 | 000 | 000 | 230 | 255 | 255 | E6FFFF |
|        | celeste pallido                                | 020 | 000 | 000 | 000 | 204 | 255 | 255 | CCFFFF |
|        | celeste velato                                 | 020 | 010 | 010 | 000 | 204 | 230 | 230 | CCE6E6 |
|        | celeste opaco                                  | 050 | 020 | 020 | 000 | 128 | 204 | 204 | 80CCCC |

## Galleria d'immagini

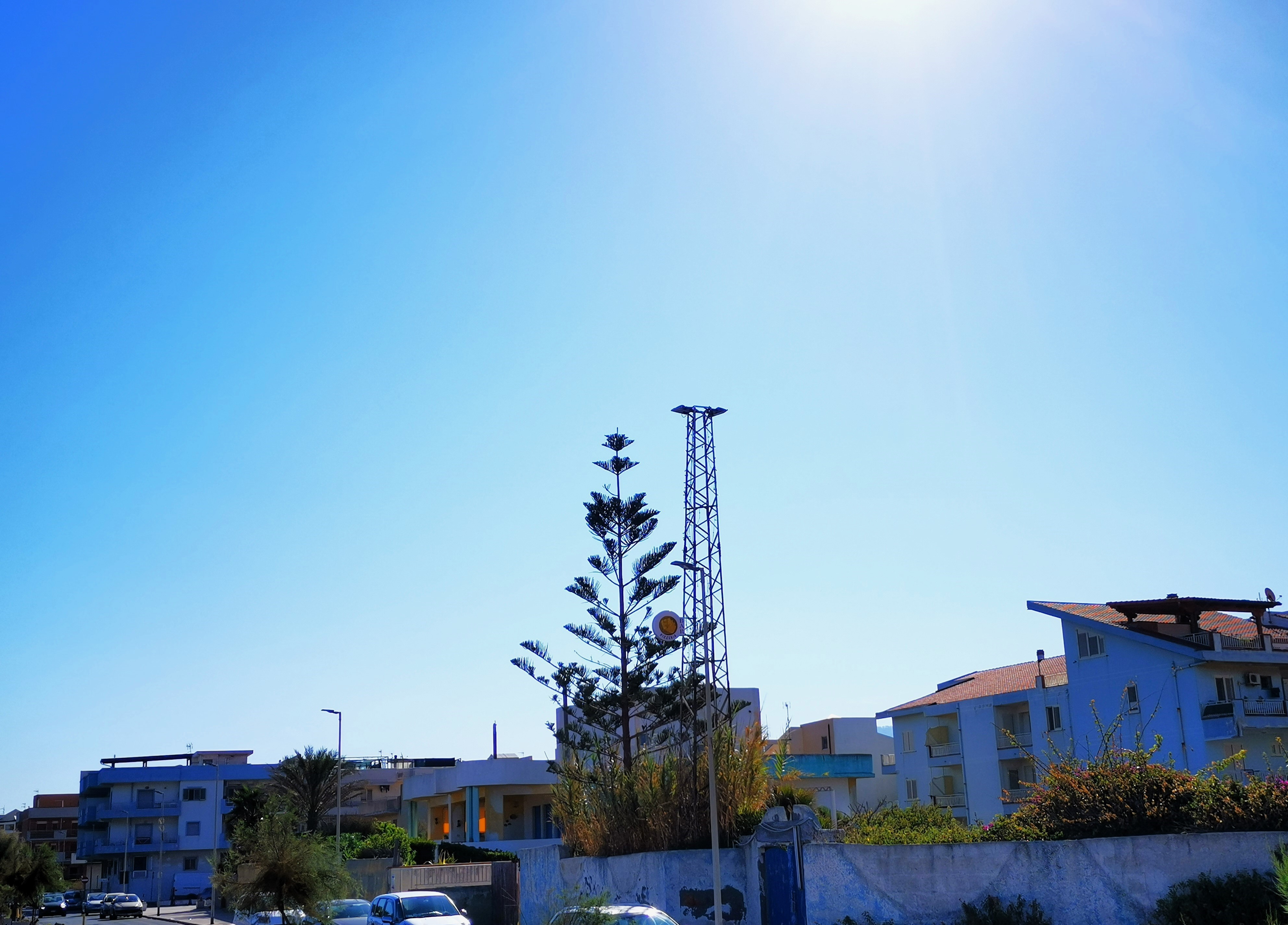
Celeste puro ampiamente visibile tra sole e orizzonte, specialmente all'orizzonte, dove la luce solare è massima e il ciano è più evidente, a Venetico Marina a settembre, con cielo perfettamente limpido e sereno, nelle prime ore del mattino.
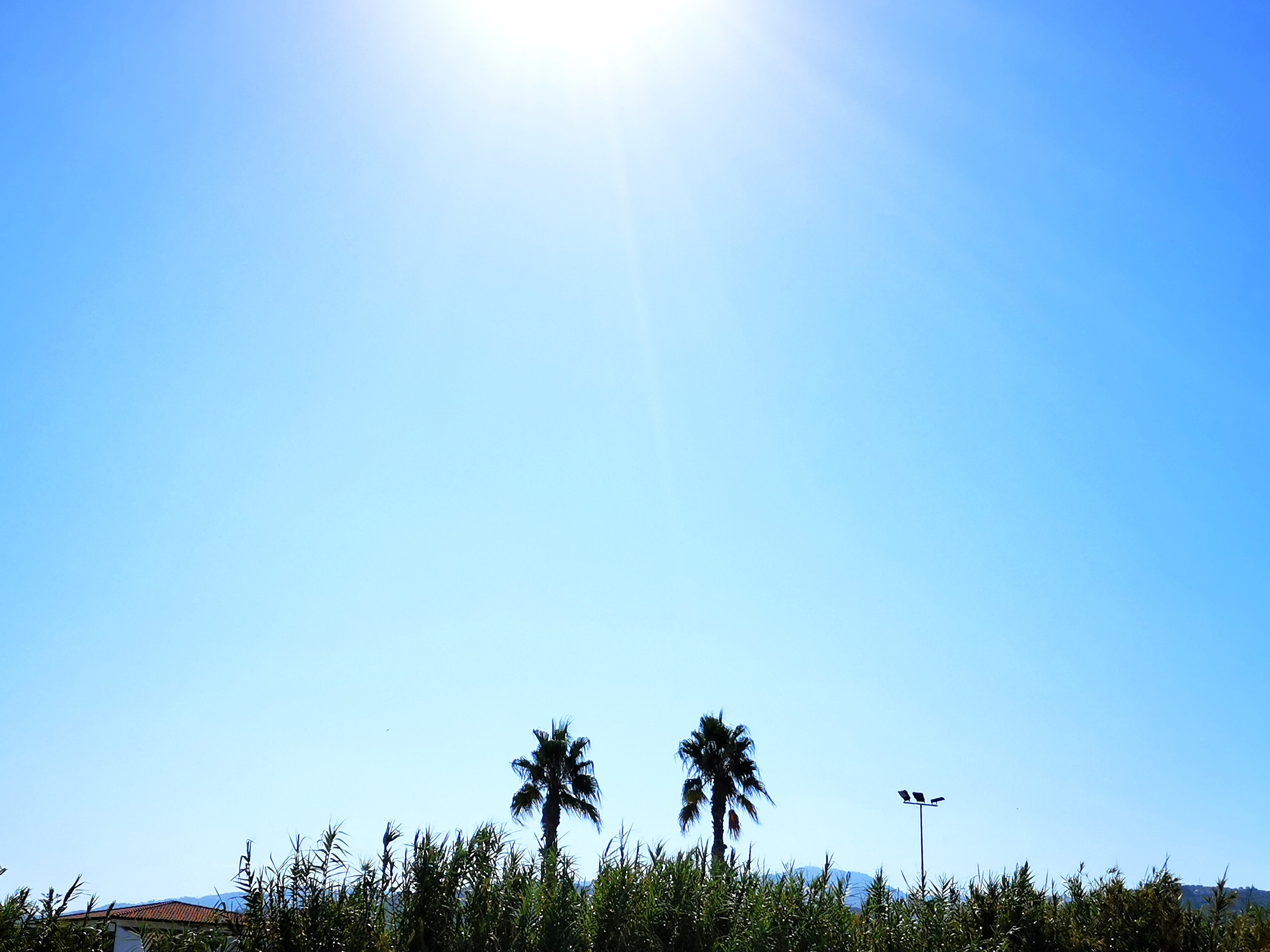
Celeste puro ampiamente visibile tra sole e orizzonte, prime ore del mattino, a settembre a Torregrotta, con cielo limpido e sereno.
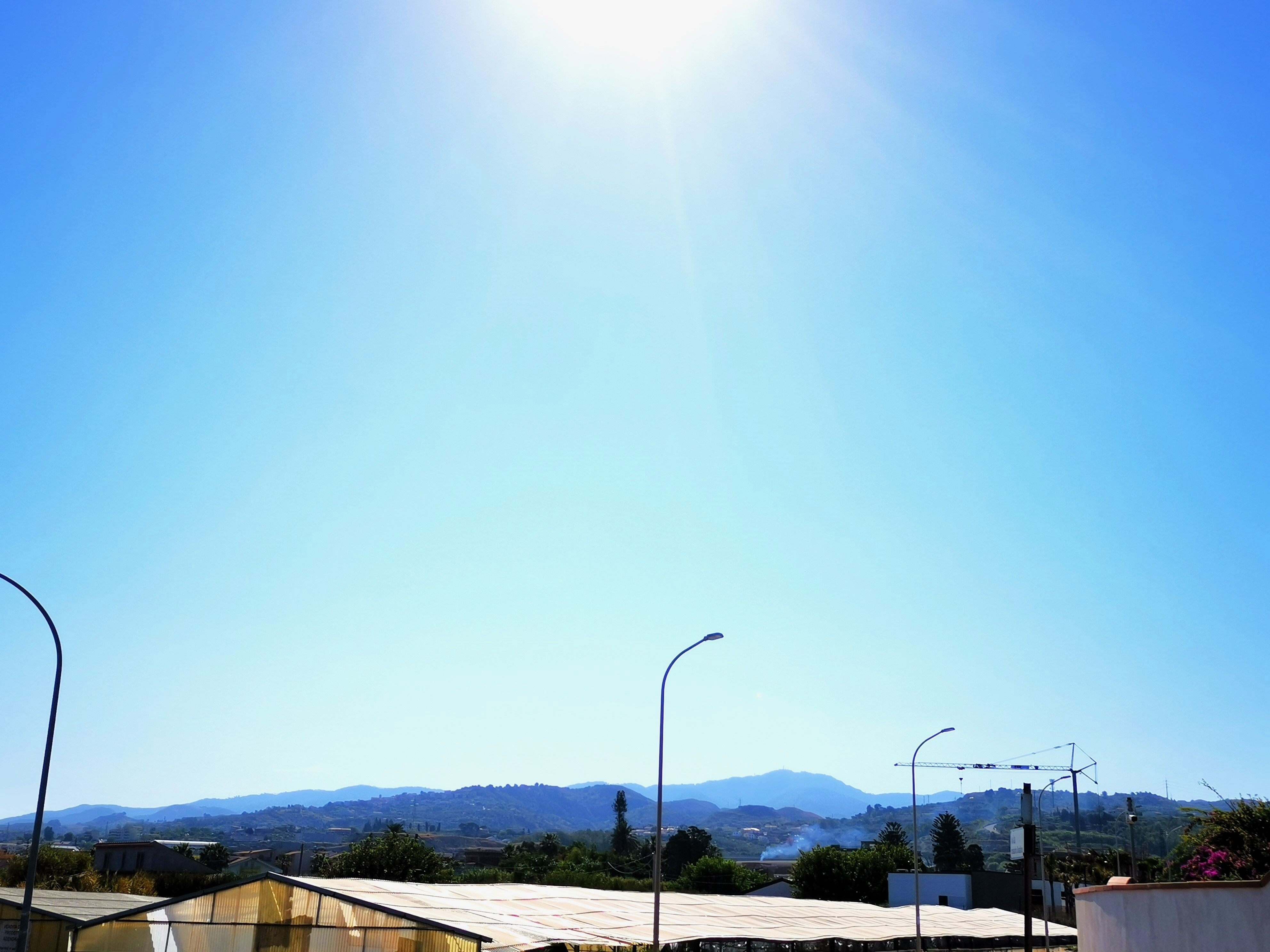
Celeste puro ampiamente visibile nella regione tra sole e orizzonte, prime ore del mattino a settembre a Torregrotta; si nota come il celeste puro sia più intenso all'orizzonte, ove il ciano è più evidente.
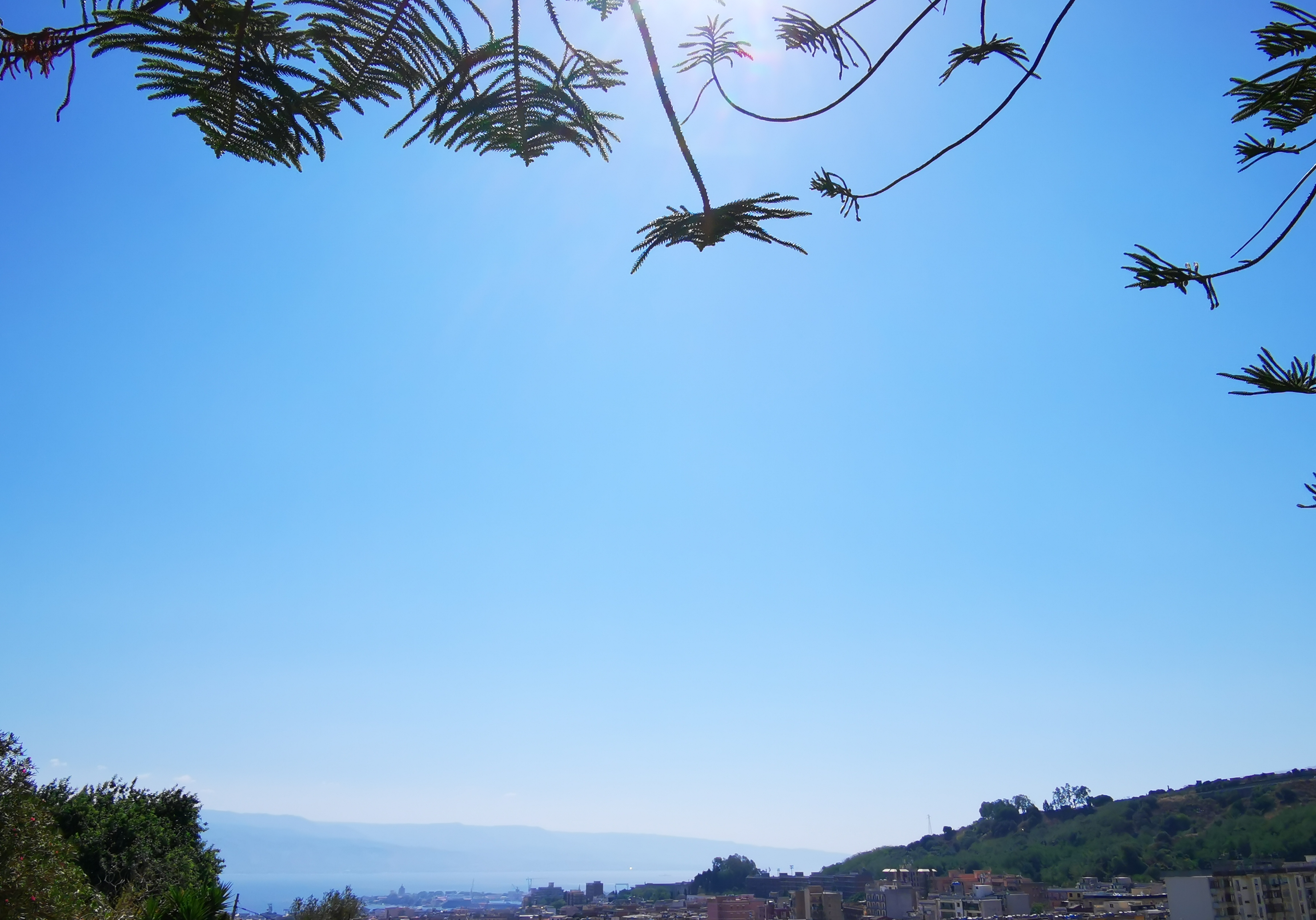
Sfumature di celeste puro e varianti all'orizzonte verso sud-est, Stretto di Messina e Reggio Calabria, circa mezzogiorno, con cielo di settembre soleggiato e terso; verso il mezzogiorno solare, con la prevalenza del blu, il celeste puro è visibile solo verso l'orizzonte se il sole è molto alto, come in estate.
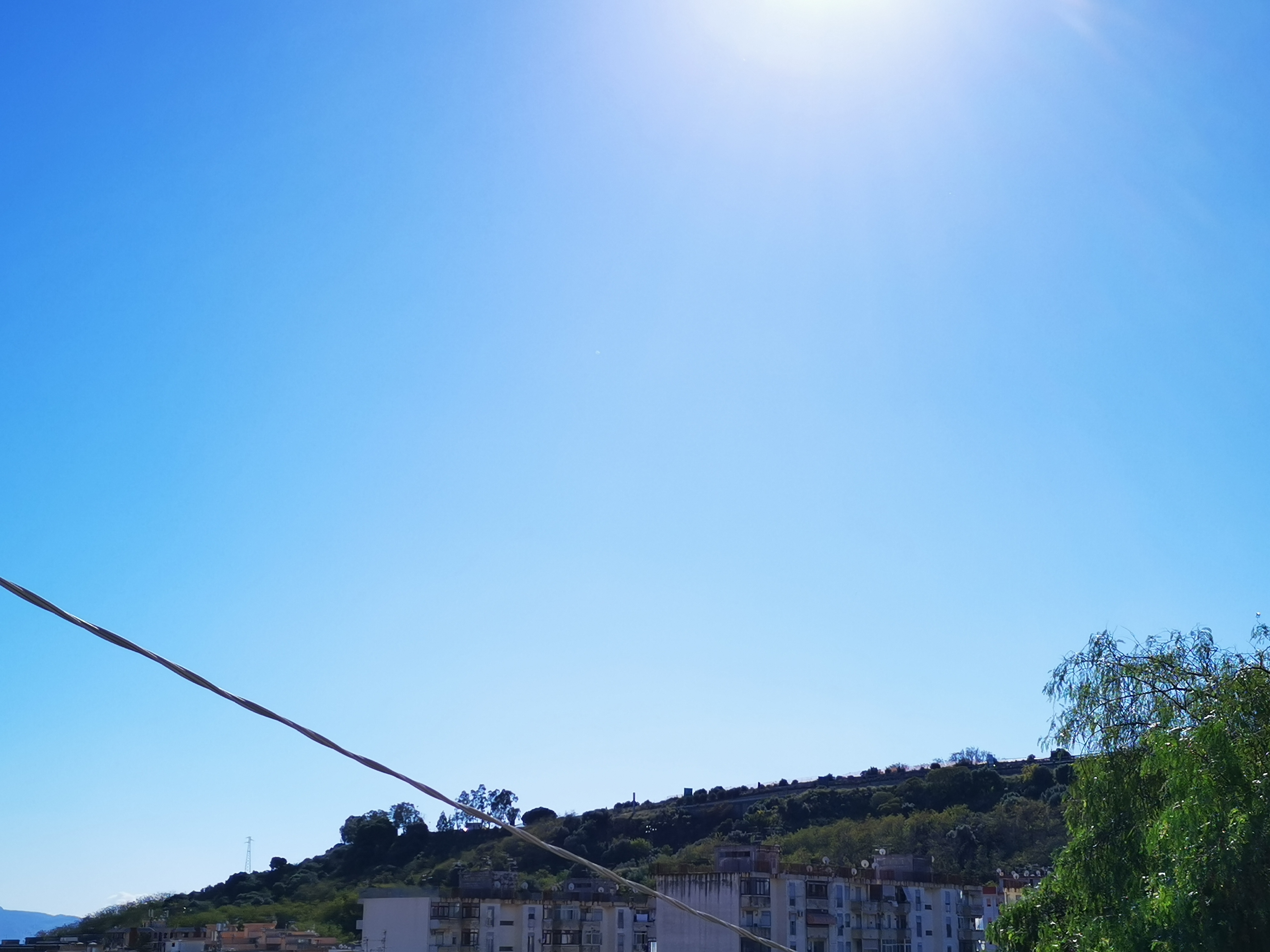
Strisce di celeste puro all'orizzonte di Messina a novembre; con la bassa elevazione del sole in questo mese, la gradazione è visibile solo all'orizzonte, ove la massima intensità solare mostra il ciano.
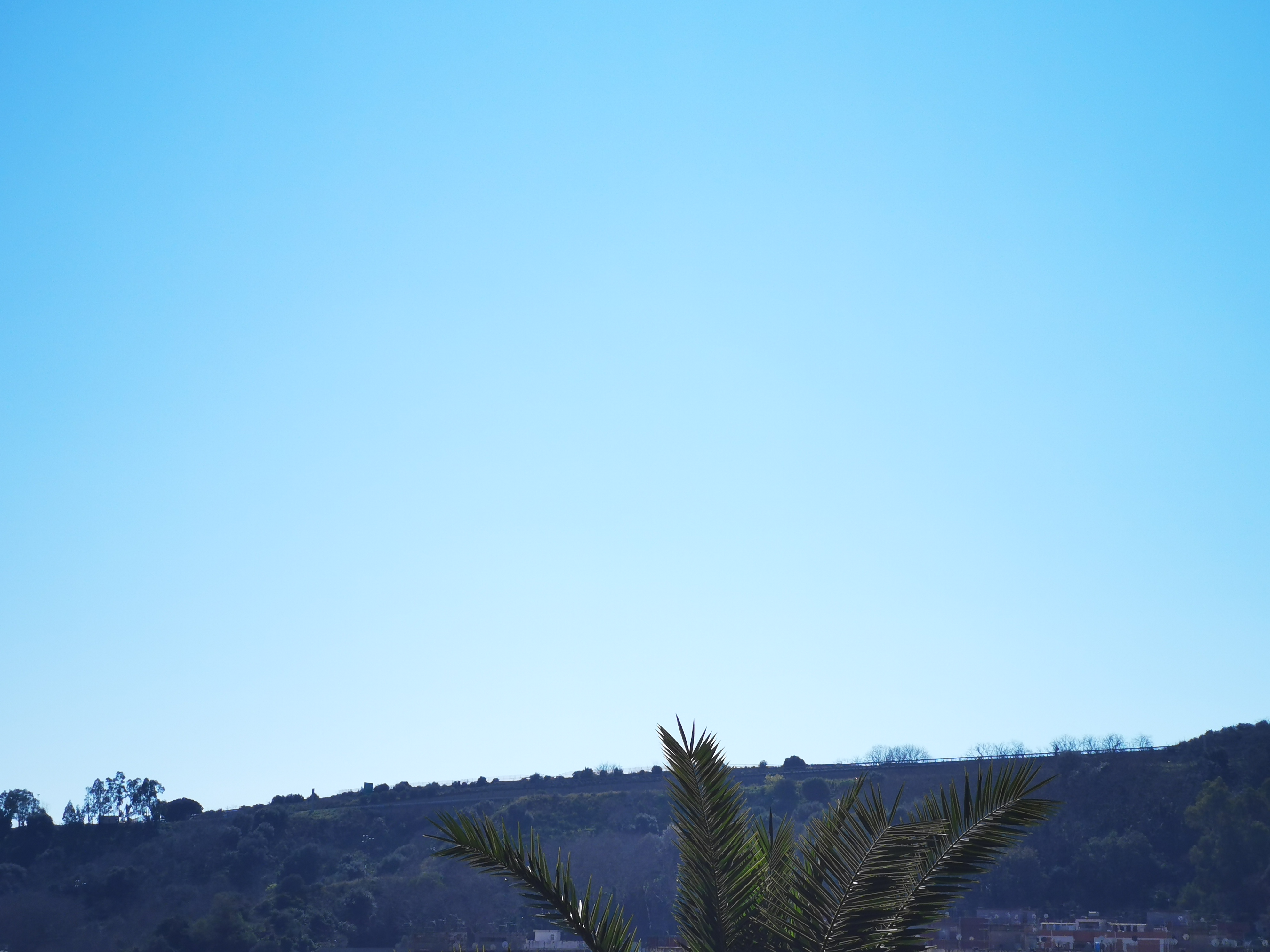
Primo piano di celeste puro a Messina verso l'orizzonte, ove il ciano è più intenso, in direzione del sole a fine febbraio, pressoché mezzogiorno solare.
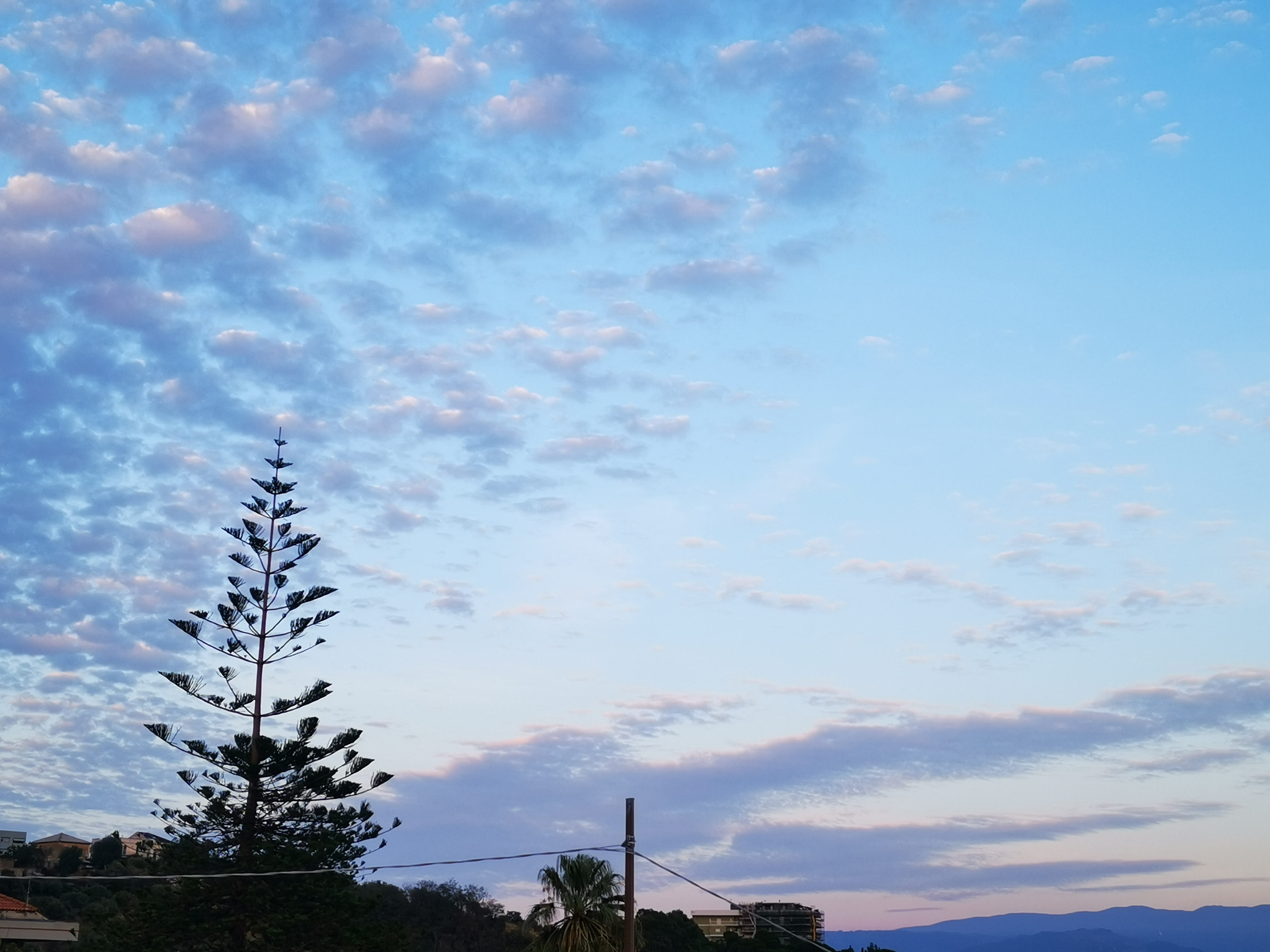
Celeste puro, polvere e pallido verso il tramonto in direzione est, con cielo noto come "a pecorelle"; sfumature di rosa all'orizzonte, tipiche della cintura di Venere, accompagnano il tramonto.
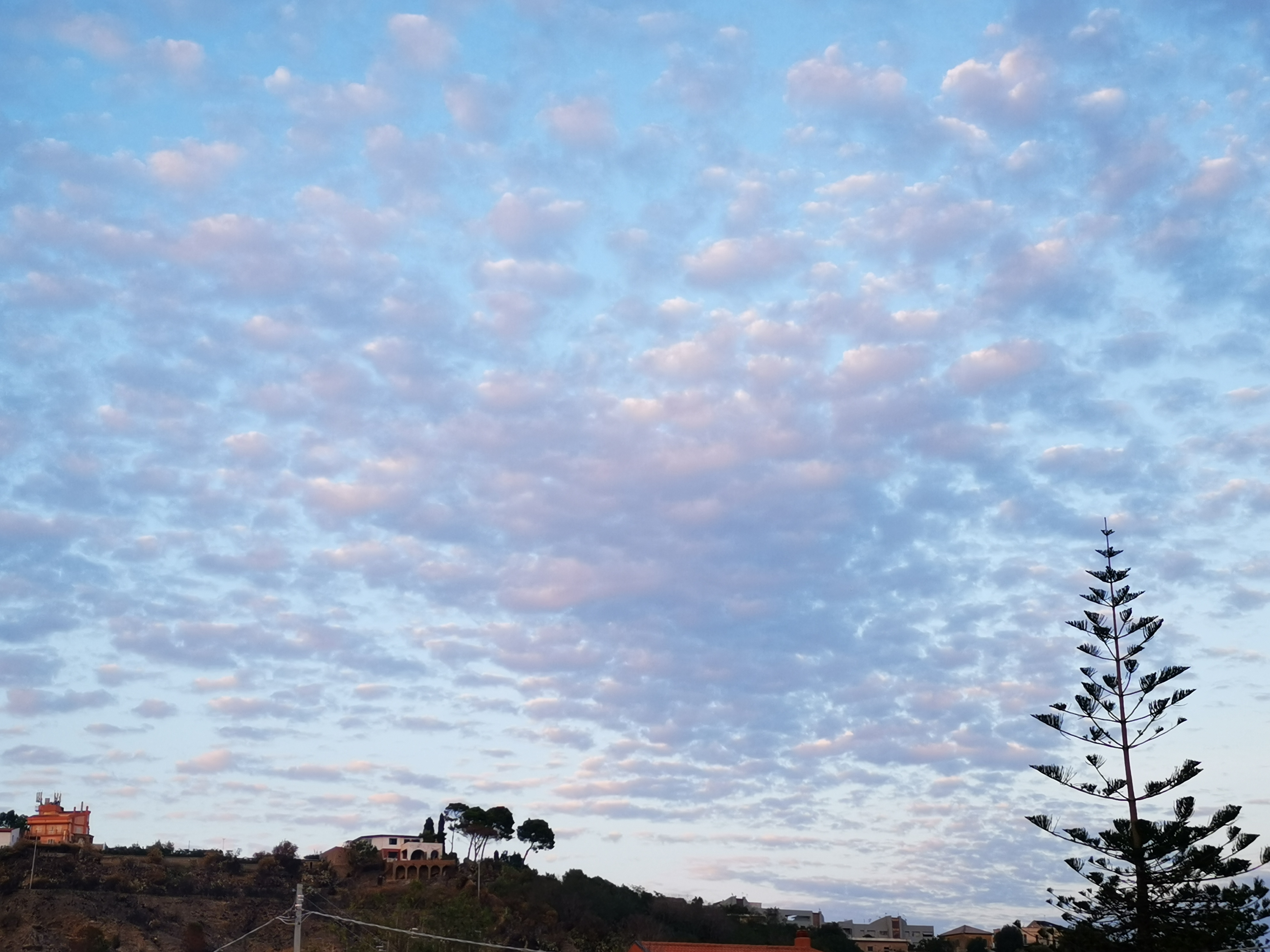
Celeste puro, polvere e pallido tenui in direzione nord-est verso il tramonto con altocumuli che mostrano il contrasto.
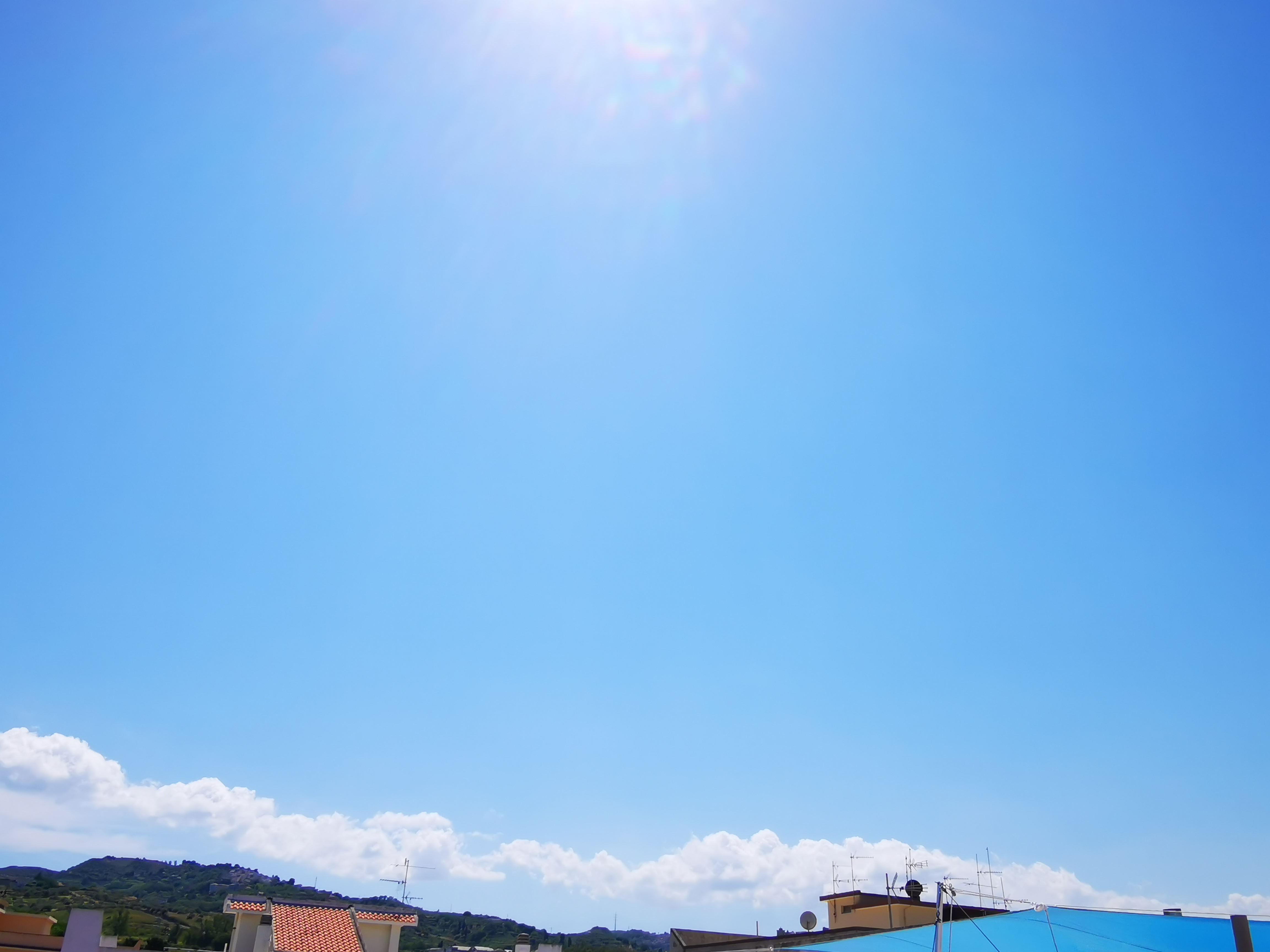
Cielo limpido a settembre nelle ore centrali; con l'elevata altezza del sole durante le ore centrali estive, non è possibile vedere il celeste puro e affini per la prevalenza della luce blu.
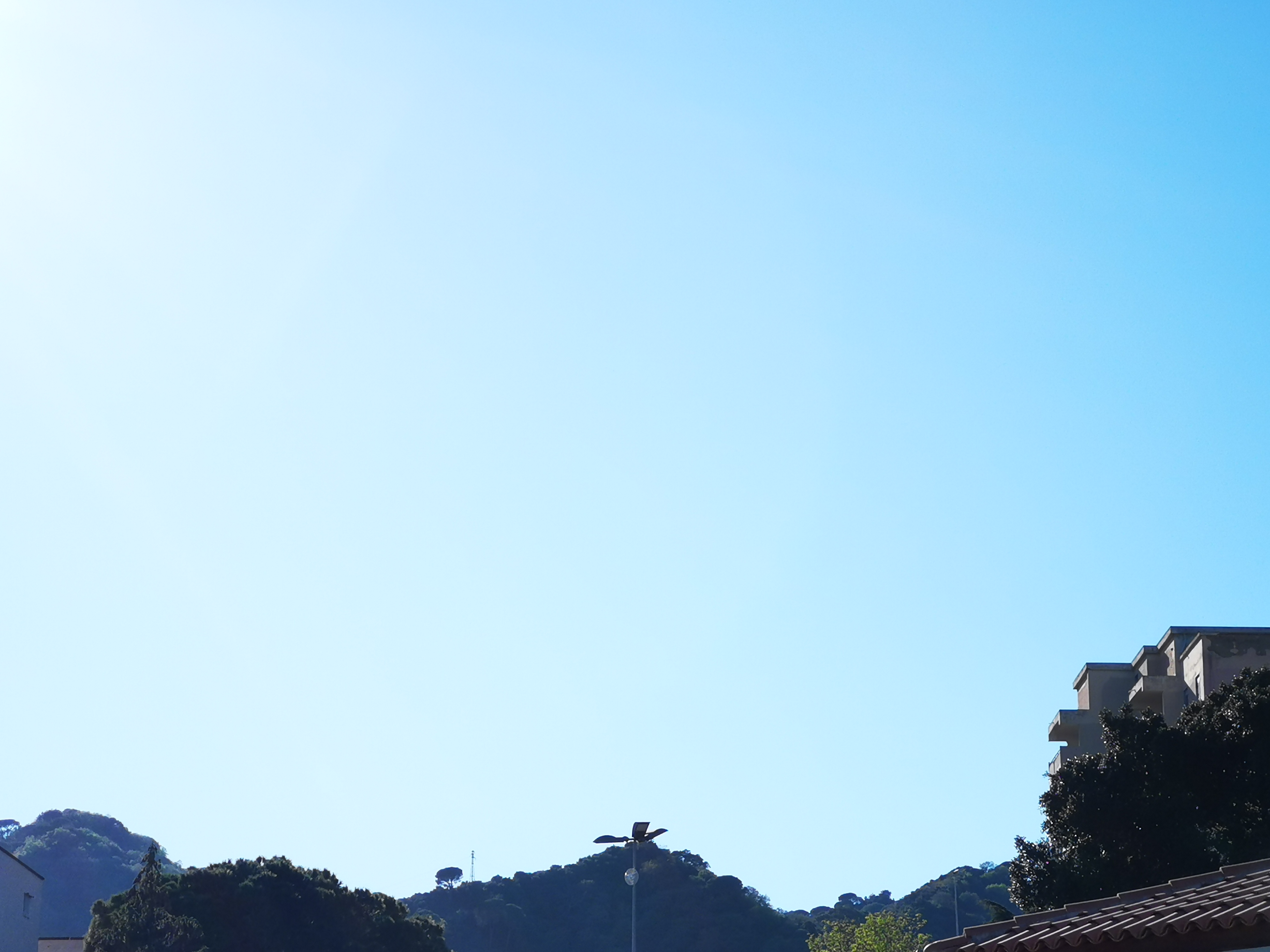
Celeste puro a Messina, aprile, nel pomeriggio a ovest, perpendicolarmente al sole, cielo nitido, sereno e soleggiato
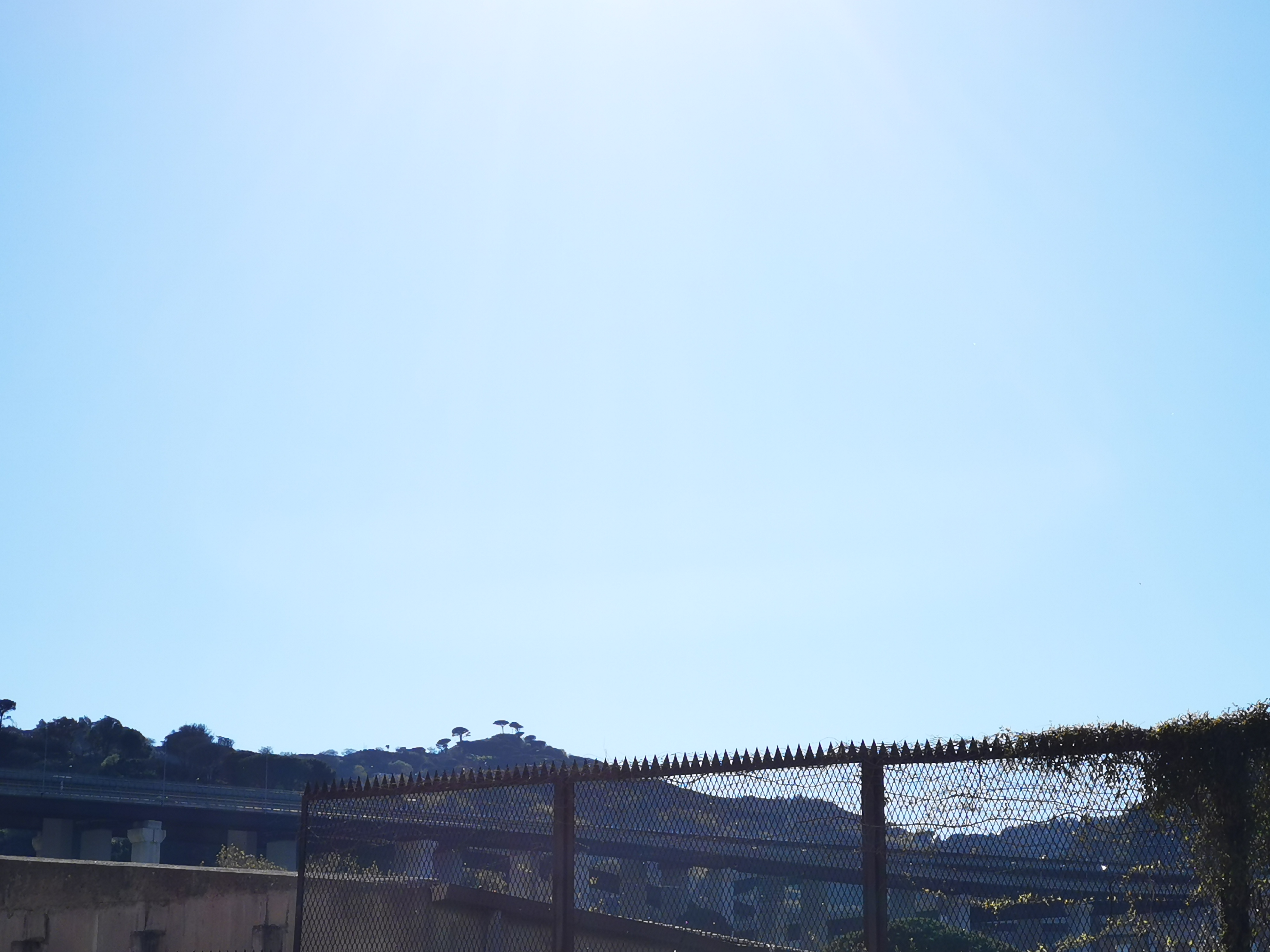
Celeste puro a Messina a ovest, nel pomeriggio ad aprile, cielo perfetto.
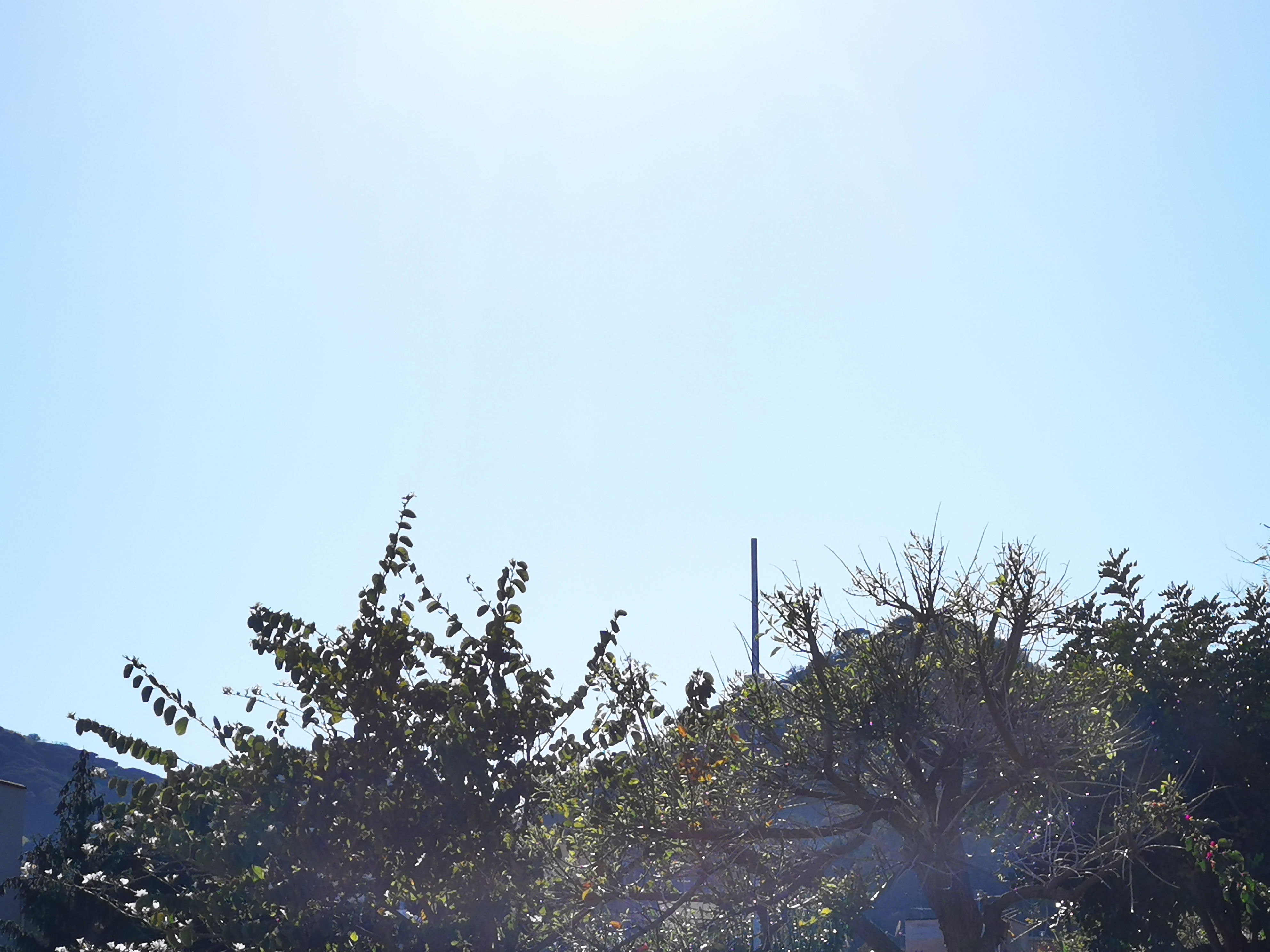
Celeste puro a Messina nel pomeriggio, aprile, tra sole e orizzonte.